# ハミルトン (時計)

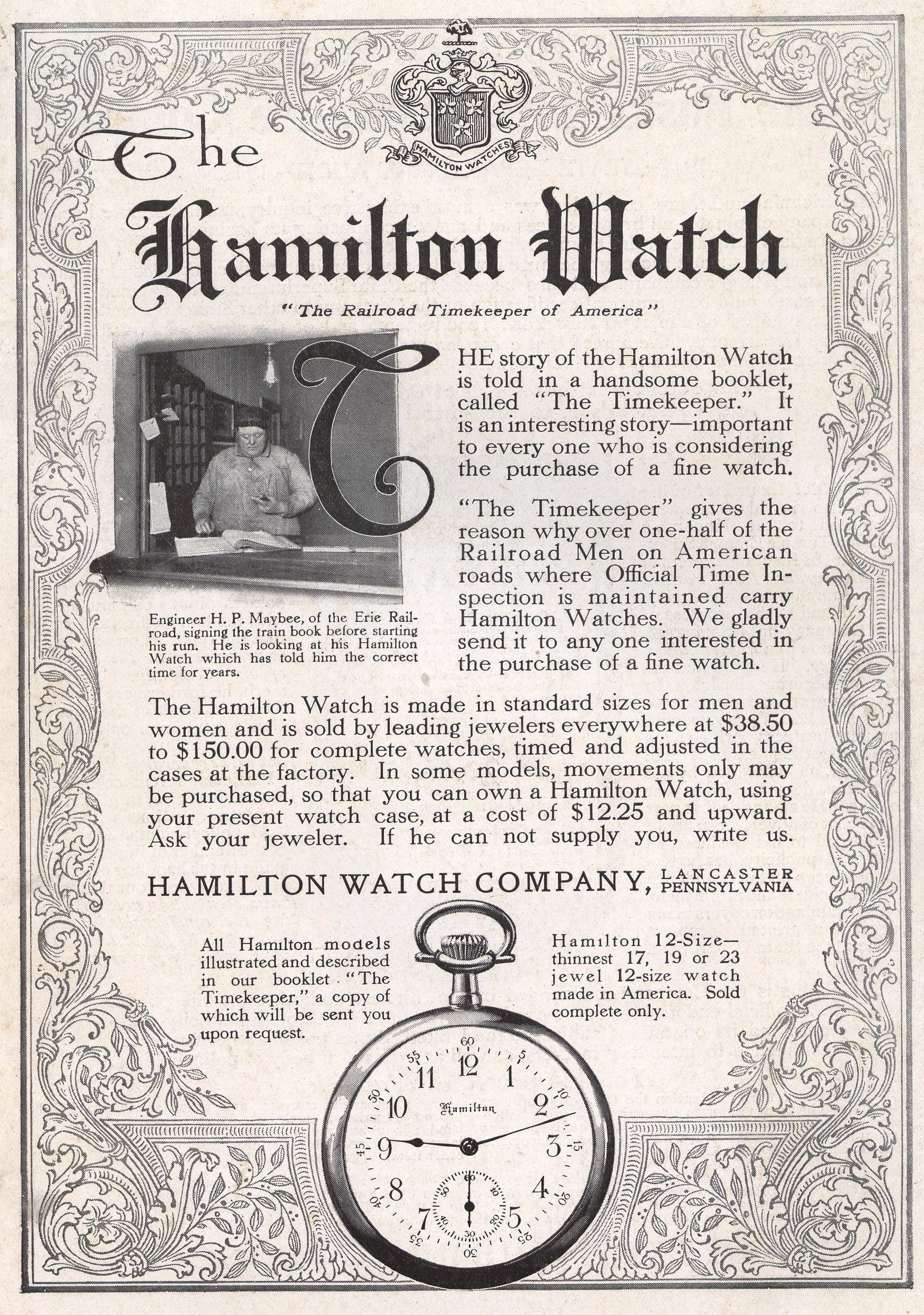
1913年2月の広告

ハミルトン（Hamilton Watch Company）はアメリカ発祥で、現在はスイスのスウォッチ・グループ傘下の腕時計ブランドである。生産モデルは宝飾腕時計からミリタリーウォッチまで幅広い。

## 概要
一般的な時計メーカーとは異なり、中小の時計企業の合併により誕生したのが特徴である。
社名は、発祥の地ペンシルベニア州ランカスターの土地の元所有者で、ペンシルベニア植民地総督及びフィラデルフィア市長も務めたジェイムズ・ハミルトン (ペンシルベニア植民地総督)にちなむ。
最初に生産された懐中時計である「ブロードウェイ・リミテッド」（the Broadway Limited）は鉄道に正確さをもたらした時計として知られている。以後、ハミルトンは鉄道用時計のメーカーとして有名になった。
1910年にはアメリカ陸軍への納入が開始、1912年にはハミルトン社の軍用時計が標準支給品となり、第一次世界大戦を通じて兵士にも行きわたり知名度を高めた。1930年に民間航空会社ができると、航空用時計としても採用された。
第2次世界大戦中は、アメリカ軍へ船舶用の特殊時計「マリンクロノメーター」を生産し、軍用時計としての地位を確立した。
1966年のスタンリー・キューブリック監督の2001年宇宙の旅をはじめ、メン・イン・ブラックやイントゥ・ザ・ブルーなど、数多くの映画に自社製品を積極的に登場させている。中でも、1961年公開のブルー・ハワイでは、エルヴィス・プレスリーが「ベンチュラ」（Ventura）を着用し、また、撮影後も愛用したと言われている。なお、これら70本以上の映画は公式サイトの「MOVIE STAR WATCHES」のページで紹介されている。

## 歴史
- 1874年頃 - 米国ペンシルベニア州ランカスターにアダムス＆ペリー時計製造会社（Adams & Perry Watch Manufacturing Company）が設立された。
- 1877年 - アダムス＆ペリー時計製造会社を母体にランカスターペンシルベニア時計が設立。
- 1879年 - 再編成されてランカスター時計（Lancaster Watch Company）となる。
- 1886年 - キーストンスタンダード時計（Keystone Standard Watch Company）に買収される。
- 1890年 - キーストンスタンダード時計が倒産。
- 1892年 - キーストンスタンダード時計の資産を元にハミルトン時計（Hamilton Watch Company）が設立される。同年オーロラ時計（Aurora Watch Company ）を買収し1893年に懐中時計の生産を始める。
- 1910年 - 軍の時計納入業者となる。
- 1917年 - 女性ペンダント時計用の0サイズムーブメントを使用し、第一次世界大戦に向かう兵士の為にハミルトン最初の腕時計であるカーキ（Khaki ）の生産を開始。
- 1927年 - アメリカ有数の時計会社、イリノイ時計（Illinois Watch Company）を買収。
- 第二次世界大戦時 - 一般用の時計生産を停止して全ての施設で軍用時計を生産し、100万個以上が海外に届けられた。
- 1957年 - 世界初の電池で動く腕時計「ベンチュラ」（Ventura）を発表（ただし、後年の電池式時計の主流であるクォーツ時計ではなく、動力源としてぜんまいの代わりに超小型電気モーターを採用してはいたが、機械式時計と同様のテンプを調速に用いる過渡的方式であった）。三角形にフィンがついた独特の非対称デザインを担当したのはキャデラック[要出典]などのデザインを手がけたリチャード・アービブ（英語版）。
- 1962年 - 同社、リコー（現リコーエレメックス）、三井物産の3社共同出資で「ハミルトン・リコー株式会社」を設立。日本初の電池式腕時計を発売。
- 1966年 - マイクロ・ローター式自動巻の特許を持つスイスの時計会社、ビューレン（Buren Watch Company）を買収、ハミルトン・ビューレン（Hamilton-Buren）となる。
- 1969年 - 創業以来の米国内工場をすべて閉鎖し、スイスのビールに拠点を移転。
- 1969年3月3日 - 同社、ホイヤー・レオニダス（Heuer-Leonidas 、現タグ・ホイヤー）、ブライトリング、デュボア・デプラの4社共同で史上初の腕時計用自動巻クロノグラフキャリバー「キャリバー11」（Caliber 11）を開発、発表[3]。「クロノマチック」（Chronomatic）に搭載した。同年には遅れてゼニスが「エル・プリメロ」、諏訪精工舎がCal.6139を発表している。
- 1970年5月6日 - 世界最初のLEDデジタル時計「パルサー」を発表する。
- 1971年 - ビューレン社へ「ビューレン」の商標を返還。
- 1972年 - 売れ行きの伸び悩みなどから、正式にビューレン社を解散、社名もハミルトンに戻る。
- 1974年5月16日 - オメガとティソの合弁会社SSIH（Société Suisse pour l’Industrie Horlogère = 後のスウォッチ・グループ）の傘下になり現在に至る[4]。